# Нове Арланово
Нове Арла́ново (рос. Новое Арланово, чув. Çĕнĕ Арланкасси) — присілок у складі Яльчицького району Чувашії, Росія. Входить до складу Янтіковського сільського поселення.
Населення — 131 особа (2010; 165 у 2002).
Національний склад:
- чуваші — 100 %